# Seguretat infraroja (física de partícules)
En teoria quàntica de camps, i especialment en teories de camps quàntics asimptòticament lliures, un observable és segur a l'infraroig si no depèn de la física de baixa energia (equivalentment, de llarga distància) de la teoria. Per tant, aquests observables es poden calcular de manera fiable mitjançant mètodes pertorbatius i després comparar-los amb els resultats experimentals. Un exemple d'observable que és segur a l'infraroig és la secció eficaç de difusió total en una col·lisió d'un electró i un positró que produeix hadrons. La secció eficaç es computable pertorbativament, els càlculs no mostren cap divergència infraroja, i el resultat no canvia si els quarks radien un gluó de molta baixa energia.